# Mährisch-schlesischer Volksfreund
Der Mährisch-schlesische Volksfreund mit dem Untertitel Organ der Socialdemokratie Mährens und Schlesiens war eine monatlich erscheinende Zeitung, die in Brünn erschien. Die Zeitung wurde im Jahr 1898 gegründet.